# 鞍馬天狗 (2008年のテレビドラマ)
『鞍馬天狗』（くらまてんぐ）は、NHK大阪放送局制作によりNHK総合の「木曜時代劇」で2008年1月17日から3月6日まで木曜日の20時から20時43分に放送されたテレビドラマ時代劇である。全8回。大佛次郎生誕110年を記念して放送された。『鞍馬天狗』で過去に数回、映画・舞台・テレビドラマ化されているが、本作では狂言師の野村萬斎がスタイリッシュな鞍馬天狗に扮した。なお、本作は（第1次）NHK「木曜時代劇」枠最後の作品となる。
NHK BSプレミアムの「BS時代劇」枠で2020年8月28日から10月16日まで再放送された。

## あらすじ
幕末の京都。公家の小野宗房は、幼少の頃に父を叔父の小野宗行に殺された事で京を離れ、鞍馬山で武術の鍛錬を重ねてきた。しかし山を下りた宗房は、京都で小野宗行が新撰組を操り、人々を弾圧している事を知る。そして宗行に命を狙われる中で新撰組に追われる桂小五郎を助けた宗房は、公家を捨てて浪人・倉田典膳となり、正体を隠し「鞍馬天狗」を名乗って戦いを挑む事を決意する。近藤勇は鞍馬天狗を新撰組の最大の敵と睨みながらも、尊敬すべき敵として鞍馬天狗を追っていく。

## 登場人物

### 主要人物
- 小野宗房（鞍馬天狗） - 野村萬斎（少年時代：新角友規）
- 白菊 - 京野ことみ
- 幾松 - 羽田美智子
- 桂小五郎 - 石原良純
- 黒姫の吉兵衛 - 徳井優
- 土方歳三 - 杉本哲太
- 近藤勇 - 緒形直人

### その他の人物
- お吉 - 和泉ちぬ
- 幾乃 - 春留奈舞
- 杉作 - 森永悠希

### ゲスト
| - 第1回 - 浦部甚太夫 - 苅谷俊介 - 小野宗行 - 村井国夫 - 第2回 - 小野宗行 - 村井国夫 - 中原富三郎 - 山口馬木也 - 第3回 - お喜代 - 黒谷友香 - 藤倉兵馬 - 西川忠志 | - 第4回 - 第5回 - 三島屋清左衛門 - 石黒賢 - 今村松慶 - 北見敏之 - 京都所司代/駒来根監物 - 石井愃一 - 大塚辰真 - 鈴木浩介 - 第6回 - 幾浜（さと） - 宝生舞 - 林幸兵衛 - デビット伊東 - 谷津慎之介 - 唐渡亮 - 立野右近 - 三上市朗 - おつる - 一木美貴子 | - 第7回 - 原木十蔵 - 武智健二 - 尾形俊太郎 - 一岡裕人（長州ことば指導も担当） - 第7回 - 第8回 - 隼の長七 - 火野正平 - 杉作 - 森永悠希 - 新吉 - 前田航基 - 大坂城代/御厨政寅 - 篠井英介 - 岩里半太夫 - 海部剛史 - 磯村元信 - 志村東吾 - 禅師 - 北見唯一 - 大坂城の侍 - 福本清三（ノンキャストクレジット） |

## スタッフ
- 原作 - 大佛次郎『鞍馬天狗』より
- 制作統括 - 古川法一郎
- 脚本 - 古田求、川上英幸
- 演出 - 野田雄介、吉國勲、田中正
- 音楽 - 服部隆之
- 制作・著作 - NHK大阪放送局

## 放送日程
| 各回                                            | 放送日  | サブタイトル       | 原作               | 脚本     | 演出     | 視聴率 |
| ----------------------------------------------- | ------- | ------------------ | ------------------ | -------- | -------- | ------ |
| 第1回                                           | 1月17日 | 天狗参上           | 鬼面の老女         | 古田求   | 野田雄介 | 12.7%  |
| 第2回                                           | 1月24日 | 宿命の敵           | 銀煙管             | 古田求   | 野田雄介 | 13.1%  |
| 第3回                                           | 1月31日 | 石礫（つぶて）の女 | 女郎蜘蛛           | 川上英幸 | 野田雄介 | 11.4%  |
| 第4回                                           | 2月07日 | 山嶽党奇談 前編    | 山嶽党奇談         | 川上英幸 | 田中正   | 10.6%  |
| 第5回                                           | 2月14日 | 山嶽党奇談 後編    | 山嶽党奇談         | 川上英幸 | 田中正   | 10.3%  |
| 第6回                                           | 2月21日 | 天狗と子守歌       | （オリジナル脚本） | 川上英幸 | 吉國勲   | 10.8%  |
| 第7回                                           | 2月28日 | 角兵衛獅子 前編    | 角兵衛獅子         | 古田求   | 野田雄介 | 11.3%  |
| 第8回                                           | 3月06日 | 角兵衛獅子 後編    | 角兵衛獅子         | 古田求   | 野田雄介 | 9.8%   |
| 平均視聴率11.3%（ビデオリサーチ調べ・関東地区） |         |                    |                    |          |          |        |